# Пески-Речицкие
Пески-Речицкие (укр. Піски-Річицькі) — село в Забродовской сельской общине Ковельского района Волынской области Украины.
До 2020 года входило в Ратновский район.
Код КОАТУУ — 0724286403. Население по переписи 2001 года составляет 554 человека. Почтовый индекс — 44133. Телефонный код — 3366. Занимает площадь 0,798 км².